# Vladik Brutal
Vladik Brutal — российская инди-игра в жанре шутера от первого лица, разработанная и изданная единственным разработчиком Владиславом Мещеряковым в 2024 году. Игра была вдохновлена серией Half-Life, в частности, Half-Life 2 и отличается большим количеством треша.

## Сюжет
Действия игры разворачиваются в вымышленном восточно-европейском государстве, которое в одной из сцен упоминается как Объединённая Федерация. Страной правит Диктатор, образ которого был списан с Михаила Горбачёва. Для контроля над гражданами в них вживляют чипы, а его силовики занимаются репрессиями и расстреливают тех, кто не согласен с его политикой. Главный герой — Владик, полное имя которого Владислав Варяг Патронович, известен под кодовым именем «4-8». Он переживает катастрофу в лаборатории и сражается с мутантами и силовиками, которые открыли на него охоту.
Игра начинается с того, что Владика забирают на работу в секретную лабораторию, где учёные проводят опыты. Ему поручают дёргать рубильники, после чего происходит авария, в ходе которой Владик обретает способности к регенерации. Персонаж с боем покидает здание лаборатории, уничтожая множество мутантов и силовиков. Вечером он добирается до своего друга Гаврюши, с которым он ранее сидел в одной тюремной камере. Гаврюша с трудом, но верит в то, что произошло в лаборатории. Далее он предлагает совершить переворот и свергнуть Диктатора. Для этого Владик должен отправиться к его деду, чтобы он извлёк чип, после чего начать переворот с последующим убийством Диктатора. Протагонист сначала скептически относится к плану, но, в итоге, соглашается.
Прорвав несколько блокпостов, Владик добирается до деда Гаврюши. Тот погружает его в сон, но из-за регенерации кожи не может вытащить чип, зато ему удаётся отключить его на несколько часов. Затем с помощью своего знакомого он доставляет Владика до вокзала, где последний находит припрятанное в целях безопасности дедом Гаврюши оружие. Главный герой находит целый воинский эшелон, на который он садится, а уже в пути берёт его штурмом, но поезд терпит крушение и уже пешком персонаж добирается до своего родного города, где уже вовсю идут боевые действия между Сопротивлением и силовиками. Владик встречает Гаврюшу в подвале, который на брифинге рассказывает план действий: с помощью угнанного бронетранспортёра протаранить стену и начать штурм, чтобы расчистить путь для Владика, который, благодаря неработающему у него чипу, является единственным, кто может у входа пробраться через энергетические ловушки, сжигающие чипы любого, кто попытается прорваться.
После того, как бойцы Сопротивления зачистили территорию вокруг Башни, Владик штурмует этаж за этажом, но, в итоге, его заманивают в ловушку, запирая его в комнате с усыпляющим газом, после чего силовики избивают Владика, а оружие конфискуют. Его ведут к профессору Попову, который выражает восхищение сверхспособностями протагониста. Далее его приводят к Диктатору, где он рассказывает, что вся эта война — часть его плана, и что Сопротивление побеждает только потому, что он всё это время поддавался, так как война доставляла ему удовольствие. Он предлагает Владику сотрудничество в обмен на свободу и снятие всех его обвинений в совершённых им преступлениях и даёт ему документ с ручкой, чтобы герой подписал договор. Однако Владик убивает Диктатора этой же ручкой, затем поворачивается к силовикам и спрашивает: «На кого мы теперь работаем?». На этом игра заканчивается, а финал остаётся открытым.

## Разработка и выпуск
Игра была разработана Владиславом Мещеряковым. Со слов разработчика, Vladik Brutal является его пятнадцатой игрой. Его предыдущие проекты были шуточными и небольшими: например, Dark Sasi высмеивала серию Dark Souls. Сам автор не хочет, чтобы его ассоциировали с его предыдущими играми, поэтому некоторые из них он убрал из магазина Steam.
Для продвижения своей игры разработчик обратился к поклонникам. В некоторых городах России были расклеены рекламные плакаты. Как пишет Владислав: «Сомнительная эффективность данной рекламы, конечно, но просто поржать, почему бы и нет; да и вы скидываете фото, значит плюс-минус оно работает».
Релиз Vladik Brutal в Steam состоялся 9 августа 2024 года, а через неделю, 14 августа, игра вышла в VK Play. В будущем Владислав планировал выпустить её в Epic Games Store. В конце сентября 2024 года он сообщил об отмене дополнения и продолжения игры «из-за недостаточной популярности и ограниченных финансов». Продажи остановились, проект для руководителя не стал провалом, но и успешным его назвать нельзя. Создатель заявил, что остаётся в индустрии, но взял время на раздумье, поскольку «стать полноценной студией как я хотел у меня не получилось». Однако уже в середине октября того же года Владислав объявил о создании команды из 15 человек, которая займётся полной переработкой Vladik Brutal и рассматривает эту игру как своего рода «тестовый полигон» для будущих серьёзных проектов.
| Сводный рейтинг       | Сводный рейтинг |
| Агрегатор             | Оценка          |
| --------------------- | --------------- |
| «Критиканство»        | 79/100          |
| Русскоязычные издания |                 |
| Издание               | Оценка          |
| Gametech              | без оценки      |
| PlayGround.ru         | 7/10            |